# Lista supraciliar

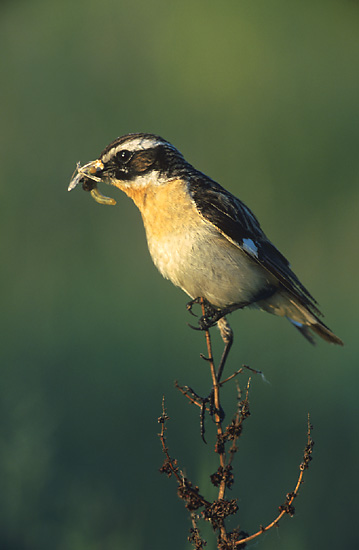
O cartaxo-nortenho (Saxicola rubetra) possui uma lista supraciliar branca proeminente.

A lista supraciliar (português europeu) ou listra superciliar (português brasileiro) é uma característica que pode ser encontrada na plumagem da cabeça de algumas espécies de aves. Consiste numa lista que vai desde a base do bico, sobre o olho da ave, até à parte de trás da sua cabeça. É distinta da lista loral, que é uma lista que vai desde as narinas até ao olho, e da lista ocular, que continua atrás do olho. Quando a lista supraciliar apenas está presente entre o bico e o olho, não se prolongando para a parte de trás da cabeça, é chamada de lista supraloral.
Na maioria das espécies que apresentam uma lista supraciliar, esta é mais clara que as penas adjacentes.